# Christian Drachardt
Christian Lauritzen Drachardt (getauft 26. Juni 1711 in Skælskør; † 18. September 1778 in Nain, Kanada) war ein dänischer Missionar.

## Leben
Christian Drachardt war der Sohn des Kaufmanns Lauritz Christensen Drachardt (1685–1721) und seiner Frau Maren Christensdatter Høystrup (um 1692–1733). Er wurde nach dem Tod seines Vaters von seinem Onkel Christen Christensen Drachardt (1683–1743) unterrichtet, der Pastor im Skellerup Sogn war. Mit 18 Jahren kam Christian auf die Lateinschule in Nyborg, die er 1731 abschloss. Anschließend studierte er Theologie an der Universität Kopenhagen und legte 1736 das Amtsexamen ab. Er besuchte anschließend das Grönländische Seminarium, wo er von Hans Egede persönlich unterrichtet wurde, der in ihm kein sonderliches Talent sah.
Dennoch wurde er am 11. März 1739 ordiniert und reiste anschließend am 2. April gemeinsam mit Hans Egedes Sohn Niels Egede nach Grönland ab, wobei sie einen Zwischenhalt in Jylland machten, um Jacob Severin zu besuchen. Auf dem Weg geriet das Schiff in einen starken Sturm und kenterte, richtete sich aber wieder auf, wobei jedoch der Mast brach. Mit großen Schäden wurde man am Kap Farvel von einem weiteren Sturm getroffen, aber auch dabei sank das demolierte Schiff nicht. An 2. Juni erreichten sie Nuuk. Nach seiner Ankunft wurde Drachardt von Niels Egede im Grönländischen unterrichtet und sprach die Sprache bald gut. Er fühlte sich zur Lehre der Herrnhuter Brüdergemeine hingezogen und begann nach anfänglichem Zögern engagiert in Nuuk nach der in Neu-Herrnhut praktizierten Lehre zu missionieren, womit er sich großem Widerstand ausgesetzt sah. Er fand jedoch Unterstützung in seinem Katecheten Berthel Laersen. Christian Drachardt zeigte sich nicht einverstanden mit der dänischen Mission und war ein großer Kritiker Hans Egedes. Drachardt ging so weit, dass er in regelmäßiger Korrespondenz mit Nikolaus von Zinzendorf, dem Gründer der Herrnhuter Brüdergemeine, stand und schließlich um seine Aufnahme in die Gemeinschaft bat, die 1744 akzeptiert wurde. Am 6. August 1745 heiratete er die Herrnhuterin Rosina Thieme (1712–1751), die aus Schlesien stammte. Er zog selbst von Nuuk nach Noorliit. Letztlich wollte er die gesamte dänische Gemeinde der Kolonie nach Neu-Herrnhut überführen, was ihm nicht gelang. Hans Egede bemühte sich darum, Christian Drachardt abzusetzen, und als dies abgelehnt wurde, beendete er seine Arbeiten für die Missionierung Grönlands. Christian Drachardt war nach Egede der Missionar mit der längsten Amtszeit in der frühen Phase der Missionierung Grönlands. Durch seinen großen Einsatz und seine Liebe zur grönländischen Bevölkerung wurde er als äußerst fähiger Missionar beschrieben, obwohl er gewissermaßen versucht hatte, die dänische Mission zu verraten.
1751 kehrte er wegen des Todes seiner Frau und mit schlechter Gesundheit nach Europa zurück. Er plante ursprünglich im folgenden Jahr nach Grönland zurückzureisen, zog aber vorerst nach Herrnhut und lernte Deutsch. Er blieb auch im folgenden Jahr dort und arbeitete als Porzellanmaler. Anders Olsen schrieb Anfang der 1760er Jahre an Drachardt, dass er erwäge auch nach Herrnhut zu reisen und sich dort niederzulassen, wovon Drachardt ihm aufgrund der schlechten wirtschaftlichen Bedingungen abriet. Er hatte sein Missionsbedürfnis dennoch nicht ganz aufgegeben und zog 1765 gemeinsam mit dem Missionar Jens Haven nach Labrador, um dort die Herrnhuter Lehren unter den Inuit zu verbreiten. Nur wenig später zog er nach England in die Herrnhutersiedlung Fulneck in Leeds. Nach seiner zweiten Eheschließung mit einer Engländerin im Jahr 1770 reiste er gemeinsam mit Jens Haven erneut kurzzeitig nach Kanada und ließ sich schließlich 1771 endgültig dort nieder, um die Missionskolonie Nain zu gründen, in der er 1778 im Alter von 67 Jahren starb.